# İhsan Turnagöl
İhsan Turnagöl   (Ankara, 24 de gener de 1957) és un guitarrista clàssic turc.
Va estudiar guitarra a la Universitat de Música de Karlsruhe amb Mario Sicca i a l'Acadèmia de Música de la ciutat de Basilea amb Konrad Ragossnig.
Després d'acabar els seus estudis, va començar una intensa carrera concertística, que el va portar a molts països europeus i a l'Extrem Orient. A més de diverses produccions radiofòniques, va presentar el seu primer disc l'agost de 1981 amb obres de Johann Sebastian Bach, Domenico Scarlatti i Isaac Albéniz.
İhsan Turnagöl prefereix la música contemporània, i el seu talent per interpretar-la va inspirar a diversos compositors a escriure per a la guitarra. A través d'una intensa col·laboració amb el compositor Hermann Reutter, es van crear algunes composicions originals així com una important sèrie de transcripcions de les obres de Reutter per a guitarra solista, que van ser publicades per Schott-Verlag i algunes de les quals també van ser editades en disc i CD per Wergo.
Després i a més de les seves activitats docents a les acadèmies estatals de música de Karlsruhe, Hannover i Freiburg im Breisgau, İhsan Turnagöl va ser professor de guitarra a la Universitat Estatal de Música i Arts Escèniques de Stuttgart de 1981 a 2005. Va tornar a Turquia el 2006; Dirigeix una escola de guitarra a Istanbul.